# 빅콤
빅콤(Viccom)은 대한민국의 개발사였다.

## 역사
김갑환 회장은 1978년 (주)연합전자를 설립하여 해외 아케이드 게임을 수입 판매하였다. 1990년 10월에 국산 게임 소프트 개발팀을 꾸리고 일본 SNK에서 개발 연수를 마친 뒤 비디오 게임 개발 회사 빅콤을 창립한다. 이후 일본 SNK가 개발한 MVS용 게임을 주로 수입하여 판매하게 되었고 1992년 9월에 아케이드 게임 사업을 담당할 빅코를 새로 설립한다. 1993년 11월에는 가정용 네오지오를 한국에서 전개하기 위해 빅코의 자회사인 빅에이를 설립하였고, 1999년에는 네오지오 포켓 컬러의 기기와 소프트웨어를 수입해 판매했다. 빅콤은 1994년 빅코의 자회사가 되었다가 2000년에 해체하였으나 2021년 11월 빅콤 창립 30주년을 맞이하여 재창업하였다.

## 발매 게임

### 배급한 게임(빅코/빅에이)
- 더 킹 오브 파이터즈 '98
- 사무라이 스피리츠 4
- 메탈슬러그 2
- 퀴즈 킹 오브 파이터즈
- 퀴즈 사립탐정
- 월화의 검사 (라스트 솔저라는 제목으로 발매)

### 개발한 게임(빅콤)
- 왕중왕 (1994, 네오지오) - 수출명 파이트 피버(Fight Fever)[3]
- 극초호권 (1996, PC-DOS / 3DO) - 수출명 디 아이 오브 타이푼(The Eye of Typhoon)
- MVP
- 엠퍼러 펭귄